# Элемент Пельтье
Элемент Пельтье — термоэлектрический преобразователь, принцип действия которого основан на эффекте Пельтье — возникновении разности температур при протекании электрического тока. В англоязычной литературе элементы Пельтье обозначаются TEC (от англ. Thermoelectric Cooler — термоэлектрический охладитель).
Эффект, обратный эффекту Пельтье, называется эффектом Зеебека.

## Принцип действия

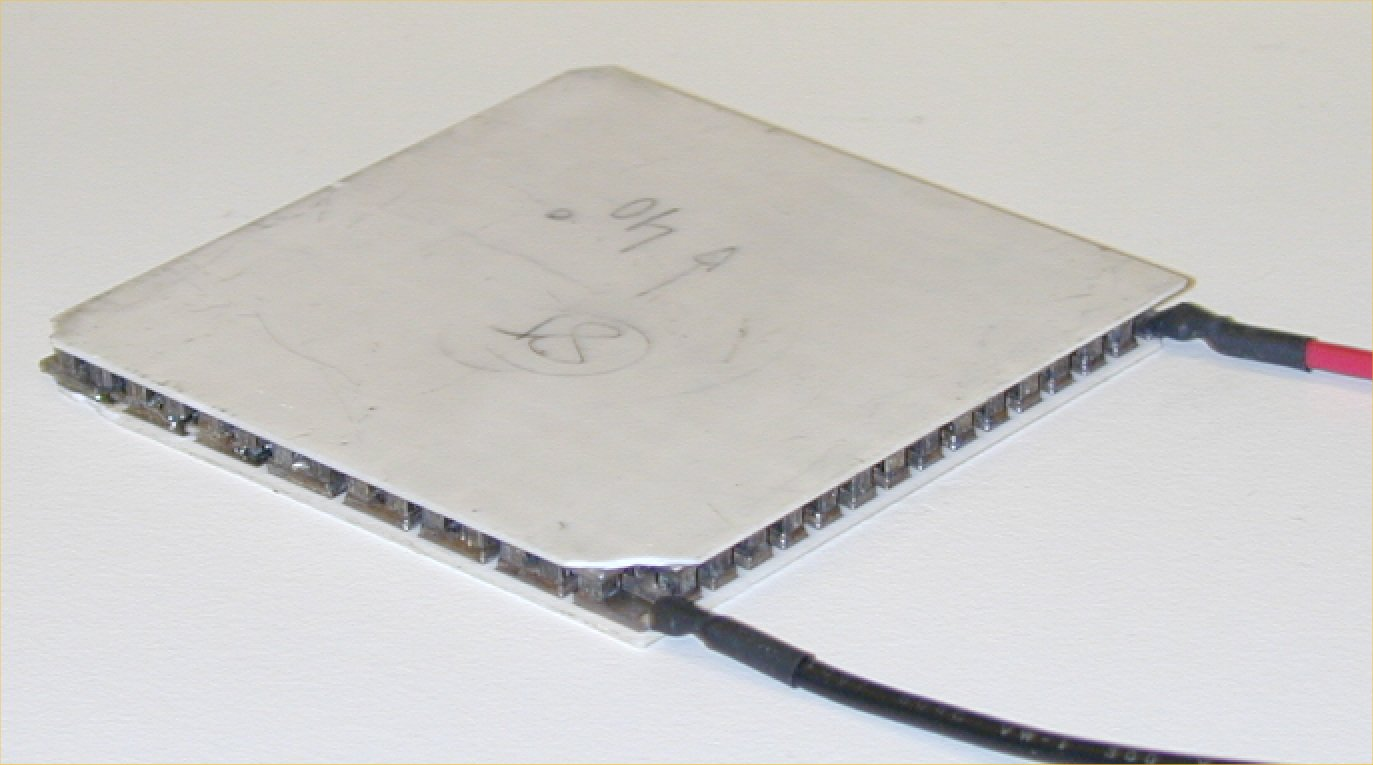
Внешний вид элемента Пельтье. При пропускании тока тепло переносится с одной стороны на другую

В основе работы элементов Пельтье лежит контакт двух полупроводниковых материалов с разными уровнями энергии электронов в зоне проводимости. При протекании тока через контакт таких материалов электрон должен приобрести энергию, чтобы перейти в более высокоэнергетическую зону проводимости другого полупроводника. При поглощении этой энергии происходит охлаждение места контакта полупроводников. При протекании тока в обратном направлении происходит нагревание места контакта полупроводников, дополнительно к обычному тепловому эффекту.
При контакте металлов эффект Пельтье настолько мал, что незаметен на фоне омического нагрева и явлений теплопроводности. Поэтому при практическом применении используется контакт двух полупроводников.
Элемент Пельтье состоит из одной или более пар небольших полупроводниковых параллелепипедов — одного n-типа и одного p-типа в паре (обычно теллурида висмута Bi2Te3 и твёрдого раствора SiGe), которые попарно соединены при помощи металлических перемычек. Металлические перемычки одновременно служат термическими контактами и изолированы непроводящей плёнкой или керамической пластинкой. Пары параллелепипедов соединяются таким образом, что образуется последовательное соединение многих пар полупроводников с разным типом проводимости, так чтобы вверху были одни последовательности соединений (n→p), а снизу — противоположные (p→n). Электрический ток протекает последовательно через все параллелепипеды. В зависимости от направления тока верхние контакты охлаждаются, а нижние нагреваются — или наоборот. Таким образом электрический ток переносит тепло с одной стороны элемента Пельтье на противоположную и создаёт разность температур.
Если охлаждать нагревающуюся сторону элемента Пельтье, например при помощи радиатора и вентилятора, то температура холодной стороны становится ещё ниже. В одноступенчатых элементах, в зависимости от типа элемента и величины тока, разность температур может достигать существенно ниже 70 °C.

## Достоинства и недостатки
Достоинством элемента Пельтье являются небольшие размеры, отсутствие каких-либо движущихся частей, а также газов и жидкостей. При обращении направления тока возможно как охлаждение, так и нагревание — это даёт возможность термостатирования при температуре окружающей среды как выше, так и ниже температуры термостатирования.
Также достоинством является отсутствие шума.
Недостатком элемента Пельтье является более низкий коэффициент полезного действия (КПД), чем у компрессорных холодильных установок на фреоне, что ведёт к большой потребляемой мощности для достижения заметной разности температур. Несмотря на это, ведутся разработки по повышению теплового КПД, а элементы Пельтье нашли широкое применение в технике, так как без каких-либо дополнительных устройств можно реализовать температуры ниже 0 °C.
Основной проблемой в построении элементов Пельтье с высоким КПД является то, что свободные электроны в веществе являются одновременно переносчиками и электрического тока, и тепла. Материал для элемента Пельтье же должен одновременно обладать двумя взаимоисключающими свойствами — хорошо проводить электрический ток, но плохо проводить тепло.
В батареях элементов Пельтье возможно достижение большей разницы температур, но мощность охлаждения будет ниже. 
Для стабилизации температуры лучше использовать импульсный источник питания, так как это позволит повысить эффективность системы. При этом желательно сглаживать пульсации тока — это увеличит эффективность работы элемента и, возможно, продлит срок его службы. Также, работа элемента Пельтье будет неэффективной, если пытаться стабилизировать температуру с использованием широтно-импульсной модуляции тока.

## Применение
Элементы Пельтье применяются в ситуациях, когда необходимо охлаждение с небольшой разницей температур или энергетическая эффективность охладителя не важна. Например, элементы Пельтье применяются в ПЦР-амплификаторах в медицине, 
малогабаритных автомобильных холодильниках (см. термоэлектрический холодильник), 
охлаждаемых банкетных тележках, применяемых в общественном питании и т.п., 
так как применение компрессорной холодильной установки в этом случае невозможно или нецелесообразно из-за габаритных ограничений, и, кроме того, требуемая мощность охлаждения невелика.
Кроме того, элементы Пельтье применяются для охлаждения устройств с зарядовой связью (ПЗС-матриц) в цифровых фотокамерах. За счёт этого достигается заметное уменьшение теплового шума при длительных экспозициях (например в астрофотографии). 
Многоступенчатые элементы Пельтье применяются для охлаждения приёмников излучения в инфракрасных сенсорах (например, ИКГСН в ракетах ЗРК, ПЗРК «Джавелин», «Стингер» американского производства, и др).
Также элементы Пельтье часто применяются для охлаждения и термостатирования диодных лазеров с тем, чтобы стабилизировать температуру излучателя, и вследствие длину волны излучения.
В приборах, при низкой мощности охлаждения, элементы Пельтье часто используются как вторая или третья ступень охлаждения. Это позволяет достичь температур на 30—40 градусов ниже, чем с помощью обычных компрессионных охладителей (до −80 °C для одностадийных холодильников и до −120 °C для двухстадийных).
Некоторые энтузиасты используют модуль Пельтье для охлаждения процессоров при необходимости экстремального охлаждения без азота; до азотного охлаждения использовали именно такой способ.
«Электрогенератор Пельтье» (более корректно было бы «генератор Зеебека», но неточное название устоялось) — модуль для генерации электричества, термоэлектрический генераторный модуль, аббревиатура GM, ТGM. Данный термоэлектрогенератор состоит из двух основных частей:
1. непосредственно преобразователь разницы температур в электричество на модуле Пельтье,
2. источник тепловой энергии для нагрева преобразователя (например, газовая или бензиновая горелка, твердотопливная печь и т. д.)

Также охладители Пельтье получили применение в устройствах охлаждения электротехнических DC шкафов и другого оборудования постоянного тока, а также, для охлаждения оборудования, для которого компактные габаритные размеры, невосприимчивость к ориентации в пространстве и отсутствие необходимости в техническом обслуживании имеют решающую роль.